# ミゲル・アマリスタ
ミゲル・アマリスタ(英語:Miguel Amarista , 1930年9月30日 - )は、ベネズエラのボクサー。1960年の夏季オリンピックにおいて、男子ウェルター級に出場。